# Magua (kläder)

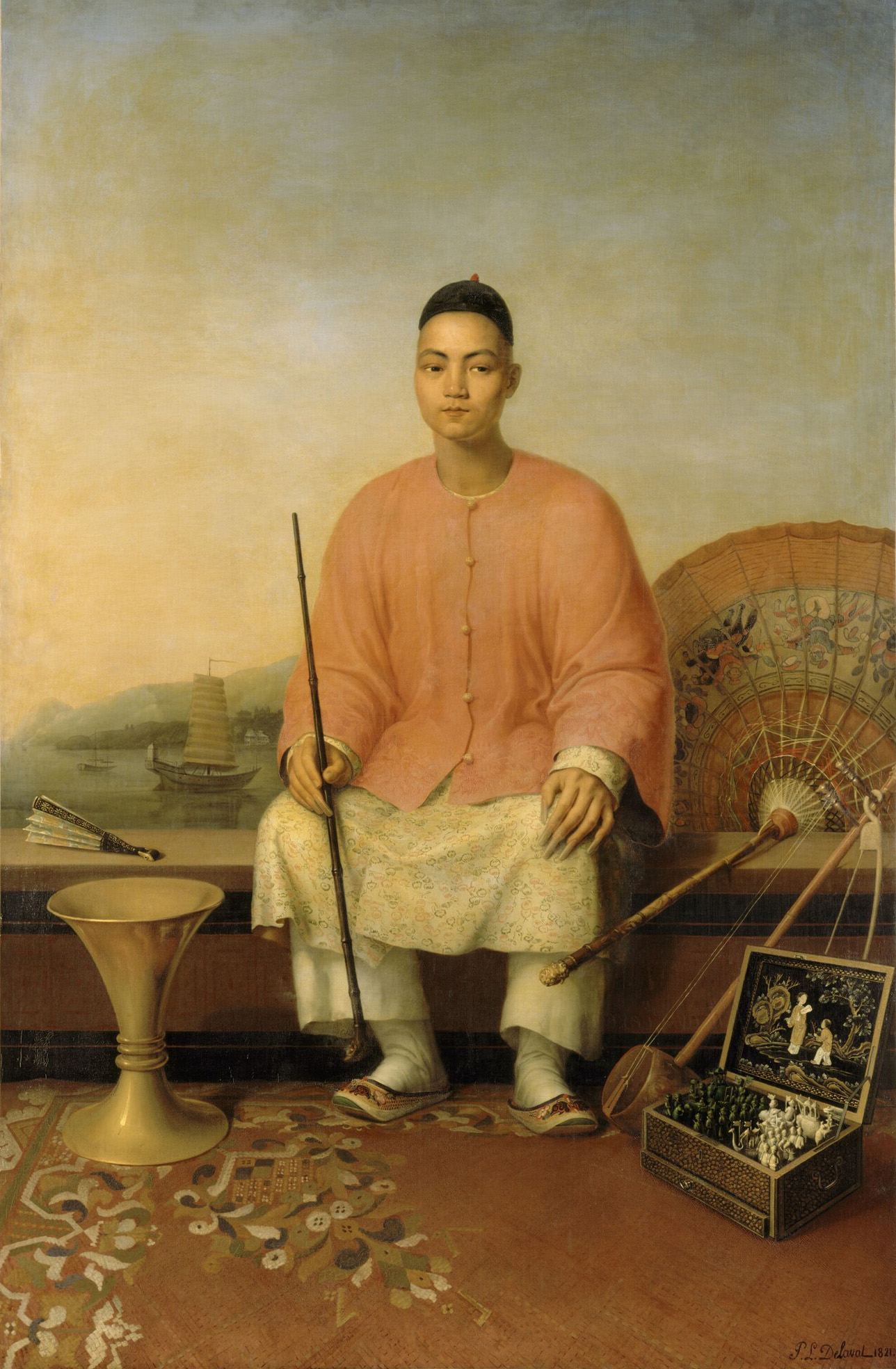
En manchu som bär en magua. Målning av Pierre-Louis Delaval.

Magua (förenklad kinesiska: 马褂, traditionell kinesiska: 馬褂, Manchu: ᠣᠯᠪᠣ olbo) var en typ av jacka som bars av män under den kinesiska Qingdynastin (1644–1911). Jackan designades för att bäras tillsammans med och över cheongsam (滿式長衫). Maguans längd är till midjan med fem knappar på framsidan och något kortare breda ärmar. Plagget fanns i flera olika stilar: singlet (单; shan), clip (夹; jia), läder (皮; pi), bomullsgarn (纱; sha) stickad (棉; mian) med flera. Magua bars av manchuer i Kina från det att Shunzi-kejsaren styrde (1643–1661) till Kangxi-kejsarens styre (1661–1722, då den blev populär i hela Qingdynastin.
Den bokstavliga översättningen av magua är "ridjacka" och den användes som en tappert för att skydda cheongsam under ridning och vardagsaktiviteter. Under tidens gång utvecklades magua och blev officiell arbetsuniform. En variant av maguan, den kejserliga gula jackan, bars för att visa individens uppskattning till kejsardömet.
Magua anses vara föregångare till basalmjackan ((鳳仙裝, fèngxiān zhuāng) och tangzhuang.